# 大屯镇 (东明县)
大屯镇，是中华人民共和国山東省菏泽市东明县下辖的一个乡镇级行政单位。

## 行政区划
大屯镇下辖以下地区：
薛庄村、龙山集村、刘庄村、展营村、赵真屯村、后排村、前排村、屈屯村、游屯村、王屯村、谷庄村、李楼村、刘寨村、王茂寨村、丁嘴村、张街村、彭庄村、棒张寨村、铁炉寨村、王菜园村、南园村、东夏营村、南孟大夫村、北孟大夫村和刘岗村。